# Ischnotoma prionoceroides
Ischnotoma prionoceroides är en tvåvingeart som beskrevs av Alexander 1922. Ischnotoma prionoceroides ingår i släktet Ischnotoma och familjen storharkrankar. Inga underarter finns listade i Catalogue of Life.